# Tarek Abdelslam
Tarek Mohamed Abdelslam Sheble Mohamed –en búlgaro, Тарек Абделслам– (29 de octubre de 1993) es un deportista búlgaro, de origen egipcio, que compite en lucha estilo grecorromana. Ganó una medalla de oro en el Campeonato Europeo de Lucha de 2017, en la categoría de 75 kg.

## Palmarés internacional
| Campeonato Europeo | Campeonato Europeo | Campeonato Europeo | Campeonato Europeo |
| Año                | Lugar              | Medalla            | Categoría          |
| ------------------ | ------------------ | ------------------ | ------------------ |
| 2017               | Novi Sad (Serbia)  | Medalla de oro     | 75 kg              |